# Волчек, Игорь Викторович
Игорь Викторович Волчек (бел. Ігар Віктаравіч Волчак; род. 18 мая 1946, Минск) — советский и белорусский мультипликатор, режиссёр, композитор мультипликационных и игровых фильмов киностудии «Беларусьфильм». Заслуженный деятель искусств Республики Беларусь (2011).

## Биография
В 1970 году закончил Белорусскую государственную консерваторию по классу фортепиано у И. А. Цветаевой.
На киностудию «Беларусьфильм» пришёл в 1968 году, сначала в качестве ассистента художника, режиссёра.
С 1979 по 1981 год учился на Высших режиссёрских курсах при Госкино СССР. (мастерская Юрия Норштейна). После окончания курсов работает режиссёром-мультипликатором на киностудии «Беларусьфильм».
С 1987 года — член Союза кинематографистов СССР. Дважды был избран на чрезвычайных съездах председателем Белорусского Союза кинематографистов.
В 1992—1997 годах — доцент кафедры кино и телевидения, руководитель курса режиссёров-аниматоров Белорусской государственной академии искусств. Композитор, написал музыку более чем к 40 фильмам (документальные, игровые, мультипликационные). Режиссёр высшей категории. Лауреат международных и республиканских кинофестивалей (Германия, Франция, Польша и других). Профессор кафедры дизайна Института современных знаний.

## Фильмография

### Режиссёр
- 1982 — Про Егора, про ворону... — (мультфильм)
- 1985 — На заре во дворе — (мультфильм)
- 1986 — Каприччио — (мультфильм)
- 1987 — Сквозь серый камень — (мультфильм)
- 1989 — Как лиса волка судила — (мультфильм)
- 1989 — Кончерто гроссо — (мультфильм)
- 1990 — Лабиринт 1. Муха — (мультфильм)
- 1991 — Мёд осы — (фильм)
- 1992 — Лабиринт 2 — (мультфильм)
- 1994 — Скерцо — (мультфильм)
- 1995 — Да здравствует свобода! — (мультфильм)
- 1998 — Пастораль — (мультфильм)
- 2003 — Нестерка 1. Как Нестерка клад нашел — (мультфильм)
- 2005 — Нестерка 2. Как Нестерка на кирмаш собирался — (мультфильм)
- 2006 — Мальчик с пальчик — (мультфильм)
- 2006 — Повесть временных лет — (мультфильм)
- 2007 — Повесть временных лет 2 — (мультфильм)
- 2007 — Нестерка 3. Как Нестерка горшки продавал — (мультфильм)
- 2008 — Повесть временных лет 3 — (мультфильм)
- 2008 — Нестерка 4. Как Нестерка с кирмаша ехал — (мультфильм)
- 2009 — Нестерка 5. Как Нестерка искал обручальное кольцо — (мультфильм)
- 2010 — Нестерка 6. Как Нестерка свою невесту искал — (мультфильм)
- 2011 — Нестерка 7. Как Нестерка небылицы рассказывал — (мультфильм)
- 2013 — Приключения Нестерки — (полнометражный мультфильм)
- 2014 — Рондо-каприччиозо — (мультфильм)
- 2015 — Глупая пани и разумный пан — (мультфильм)
- 2016 — Чудеса в день рождения — (мультфильм)
- 2017 — Океаны — (мультфильм)
- 2018 — Волчишко — (мультфильм)
- 2019 — Как медведь друга искал — (мультфильм)
- 2021 — Прелюдия и фуга — (мультфильм)

### Сценарист
- 1989 — Как лиса волка судила — (мультфильм)
- 1994 — Скерцо — (мультфильм)
- 1995 — Да здравствует свобода! — (мультфильм)
- 1998 — Пастораль — (мультфильм)
- 2018 — Волчишко — (мультфильм)
- 2021 — Прелюдия и фуга — (мультфильм)

### Композитор
- 1973 — Качели — (фильм)
- 1973 — Профессор Мисюк — (документальный фильм)
- 1973 — Доброе дело — (фильм)
- 1973 — Мальчик и птица — (мультфильм)
- 1974 — Охота на золото — (документальный фильм)
- 1974 — Весёлый калейдоскоп — (фильм)
- 1975 — Проблемы переустройства села — (документальный фильм)
- 1976 — Комсомольский билет — (документальный фильм)
- 1976 — Шаги на воде — (документальный фильм)
- 1976 — Город и люди — (документальный фильм)
- 1976 — Дети планеты — (документальный фильм)
- 1978 — Проблема № 13 — (документальный фильм)
- 1978 — Стройотряд — (документальный фильм)
- 1979 — Живые родники — (документальный фильм)
- 1986 — Каприччио — (мультфильм)
- 1987 — Сквозь серый камень — (мультфильм)
- 1989 — Как лиса волка судила — (мультфильм)

### Художник-мультипликатор
- 1989 — Как лиса волка судила
- 1999 — Зимовье зверей
- 2011 — Нестерка 7. Как Нестерка небылицы рассказывал

### Ассистент режиссёра
- 1977 — Миловица — (мультфильм)

### Актёр
- 1983 — Как я был вундеркиндом — профессор Залесский
- 1990 — Наш человек в Сан-Ремо — руководитель оркестра

## Призы и премии
- Заслуженный деятель искусств Республики Беларусь (2011)
- 1987 — ВКФ (Приз «Хрустальное яблоко», мультфильм «Каприччио»)
- 1987 — КФ «Дебют» в Москве (Приз, мультфильм «Каприччио»)
- 1987 — МКФ «КРОК» (Приз, мультфильм «Каприччио»)
- 1987 — МКФ в Варне (Приз «Золотой кукер», мультфильм «Каприччио»)
- 1987 — МКФ в Мангейме (Приз «Золотой дукат», мультфильм «Каприччио»)
- 1987 — МКФ в Риге / Приз фестиваля за мультфильм «Каприччио»
- 1989 — МКФ в Мюнхене (Приз, мультфильм «Кончерто гроссо»)
- 1989 — МКФ одноминутных фильмов «Минимакс» в Сосновце (Гран-при, мультфильм «Лабиринт-1. Муха»)
- 1992 — ВУК «Молодость» Украина /Диплом и приз за художественный фильм «Мёд осы»
- 1992 — ММК «Дебют» Москва / Диплом фестиваля, художественный фильм «Мёд осы»
- 1992 — РКФ «Кінакалядкі» /Приз фестиваля «За творчы пошук у аутарскім кінематографе», художественный фильм «Мёд осы»
- 1994 — МКФ славянских и православных народов «Золотой Витязь» (Приз «Золотой витязь», мультфильм «Скерцо»)
- 1998 — Национальный КФ белорусских фильмов в Бресте (Приз «Хрустальный аист», мультфильм «Пастораль»
- 2006 — Нагрудный знак Министерства культуры Республики Беларусь «За уклад у развіццё культуры Беларусі»
- 2010 — РФБФ Брест-2010 / диплом и приз «За лучший анимационный фильм», мультфильм «Аповесць мінулых гадоу»
- 2014 — МКФ «Анімаёвка» /диплом и приз «Приз мастеру», мультфильм «Рондо-каприччиозо»
- 2014 — МКФ «Листопад» /Диплом и приз « Лучший анимационный фильм», мультфильм «Рондо-каприччиозо»
- 2014 — МКФ Хиросима /программа «Best of the Word», сертификат участника, мультфильм «Рондо-каприччиозо»
- 2014 — МКФ «Золотая рыбка» /Диплом и приз « За лучшую режиссуру и убедительное воплощение хода времени в кино», мультфильм «Рондо-каприччиозо»
- 2014 — МКФ «Золотой Витязь» / Диплом и приз «Серебряный Витязь», мультфильм «Рондо каприччиозо»
- 2018 — Национальная премия «Лучший фильм в анимационной форме», Мультфильм «Волчишко»